# Тавук гьоосю
Тавук гьоосю (тур. tavukgöğsü — «куряча грудка») — турецький молочний пудинг, зроблений із подрібнених курячих грудок. Був одним із найвідоміших делікатесів, які подавали османським султанам у палаці Топкапи. Сьогодні його вважають символом турецької кухні.
У традиційній версії використовують біле м'ясо курячої грудки, бажано свіжозабитий каплун. М'ясо розм'якшують, коли варять, і воно розділяється на дуже тонкі волокна або рилети. Сучасні рецепти часто подрібнюють м'ясо в порошок. М'ясо змішують із молоком, цукром, подрібненим рисом або іншими згущувачами, додають ароматизатори, такі як кориця. В результаті виходить густий пудинг, який подають сформованим у плитку.
Страва дуже схожа на середньовічну «білу страву» бланманже, поширену в кухні вищого класу Європи, її згадують у «Кентерберійських оповідях».
Тавук гьоосю, в якого пригорів низ, вважають іншим десертом — казандібі.
Цей десерт часто входить у список найдивніших фактів про Туреччину.